# NGC 1339
NGC 1339 (другие обозначения — ESO 418-4, MCG −5-9-4, FCC 63, PGC 12917) — эллиптическая галактика (E) в созвездии Печь. Открыта Джоном Гершелем в 1835 году. Описание Дрейера: «довольно яркий, довольно маленький объект круглой формы, более яркий в середине, к западу расположена двойная звезда». В галактике содержится очень большое количество шаровых звёздных скоплений, среди которых можно выделить три популяции по светимости.
Этот объект входит в число перечисленных в оригинальной редакции «Нового общего каталога».
Галактика входит в Скопление Печи и в состав группы галактик NGC 1399. Помимо NGC 1339 в группу также входят ещё 41 галактика.